# Lemna trisulca
Lemna trisulca es una planta acuática pequeña, de la familia de las aráceas.

## Descripción
Hierba acuática flotante, monoica, reducida a varias ramas pequeñas planas (filocladios) unidas en grupo por un eje común más o menos dividido. Filocladios de 5-15 mm, con una raíz central; los estériless sumergidos, oblongos o estrechamente ovados, translúcidos; los fértiles algo más pequeños, flotantes, verdes. Flores unisexuales, sin periantio, dispuestas en inflorescencia, con dos flores masculinas y una femenina, en una pequeña excavación del margen de los filocladios fértiles, protegidas por una bráctea membranosa (espata) muy reducida; las masculinas con un estambre; las femeninas con ovario globoso de un solo carpelo. Fruto en utrículo esférico con una semilla.

## Distribución y hábitat
Subcosmopolita. En lagunas de agua dulce algo eutofizadas. Florece y fructifica de primavera a otoño.